# Cetelem Bank
Cetelem Bank – bank należący do grupy Cetelem, działający w Polsce w latach 2004–2010.

## Historia
Cetelem Bank na rynku polskim działał od 2004 i był częścią grupy kapitałowej Cetelem. Powstał z przekształcenia powstałego w 1998 pośrednika kredytowego Cetelem Polska Expansion i od początku specjalizował się w udzielaniu kredytów ratalnych i pożyczek gotówkowych, działając jako bank consumer finance.
W 2005 rozpoczął oferowanie kart kredytowych cobrand, działających w ramach systemu Aura oraz MasterCard. W 2007 bank poinformował o wydaniu miliona kart, a dwa lata później liczba ta przekroczyła 2 miliony.
W 2008 portfel kredytów gotówkowych i kart kredytowych został przeniesiony do Sygma Bank Polska, działającego w ramach tej samej grupy kapitałowej BNP Paribas, a Cetelem miał skupić się na sprzedaży kredytów samochodowych i hipotecznych. Plany te zmieniono i podjęto decyzję o połączeniu obu banków, a Sygma Bank miał być bankiem przejmującym.
31 grudnia 2009 nastąpiło połączenie prawne Cetelem Bank i Sygma Bank Oddział w Polsce. Od tego momentu Sygma Bank Oddział w Polsce przejął wszystkie prawa i obowiązki Cetelem Bank, a marka zniknęła z rynku w styczniu 2010.